# 243. pehotni polk (Italija)
243. pehotni polk Cosenza je bil pehotni polk Kraljeve italijanske kopenske vojske.

## Zgodovina
Med prvo svetovno vojno je bil polk nastanjen na soški fronti.